# Ганс Шлеф
Ганс Шлеф (нім. Hans Schleef; 19 липня 1920, Геклінген — 31 грудня 1944, Бад-Дюркгайм) — німецький льотчик-ас винищувальної авіації, оберлейтенант люфтваффе. Кавалер Лицарського хреста Залізного хреста.

## Біографія
Після закінчення льотної школи влітку 1940 року зарахований в 7-у ескадрилью 3-ї винищувальної ескадри. Учасник боїв над Ла-Маншем. Свою першу перемогу здобув 5 лютого 1941 року, збивши біля Сент-Омера британський «Гаррікейн». Учасник Німецько-радянської війни. 15 липня 1941 року збив 2 (9-10-та перемоги), 4 серпня — 3 радянські літаки (19-21-а перемоги). 19 березня 1942 року здобув свою 30-у перемогу. 7 квітня його літак був підбитий і Шлеф здійснив вимушену посадку на території, контрольованій радянськими військами. Йому вдалося уникнути полону і через 4 дні Шлеф повернувся до своїх. В травні 1942 року переведений інструктором в навчальну винищувальну групи «Схід», дислоковану у Франції. В січні 1943 року в 7-у ескадрилью 3-ї винищувальної ескадри, де 4 квіт. здобув свою 60-ту, а 30 липня – вже 90-ту перемогу. В серпні 1943 року ескадрилья Шлефа була перекинута на Захід. З 15 жовтня 1943 року — командир 3-ї ескадрильї своєї ескадри, з 21 липня 1944 року — 8-ї ескадрильї 5-ї винищувальної ескадри, яка в жовтні 1944 року була перейменована на 16-ту ескадрилью 4-ї винищувальної ескадри. 31 грудня 1944 року його літак (Bf.109G-14) був збитий в районі Франкфурта в бою з американськими винищувачами і Шлеф загинув.
Всього за час бойових дій здійснив понад 500 бойових вильотів і збив 99 літаків, в тому числі 91 радянський (з них 15 Іл-2).

## Нагороди
- Нагрудний знак пілота
- Залізний хрест 2-го і 1-го класу
- Німецький хрест в золоті (4 травня 1942)
- Лицарський хрест Залізного хреста (9 травня 1942) — за 41 перемогу.
- Авіаційна планка винищувача в золоті з підвіскою